# Euastacus bispinosus
Euastacus bispinosus é uma espécie de crustáceo da família Parastacidae.
É endémica da Austrália.